# Abbandono
Abbandono is een filmdrama uit 1940, geregisseerd door Mario Mattoli en met Corinne Luchaire.

## Rolverdeling
| Acteur            | Personage                |
| ----------------- | ------------------------ |
| Corinne Luchaire  | Anna                     |
| George Rigaud     | Capitano Stefano Courier |
| María Denis       | Maria, sua sorella       |
| Camillo Pilotto   | Moran                    |
| Lia Orlandini     | La signora Courier       |
| Osvaldo Valenti   | Leonard                  |
| Enrico Glori      | Il marito di Maria       |
| Sandro Ruffini    | Pierre Courier           |
| Giulietta De Riso | Dolores                  |
| Nerio Bernardi    | Ridaud                   |
| Carlo Duse        | Richard                  |